# Panneau Westinghouse
 (août 2020).
Si vous disposez d'ouvrages ou d'articles de référence ou si vous connaissez des sites web de qualité traitant du thème abordé ici, merci de compléter l'article en donnant les références utiles à sa vérifiabilité et en les liant à la section « Notes et références ».

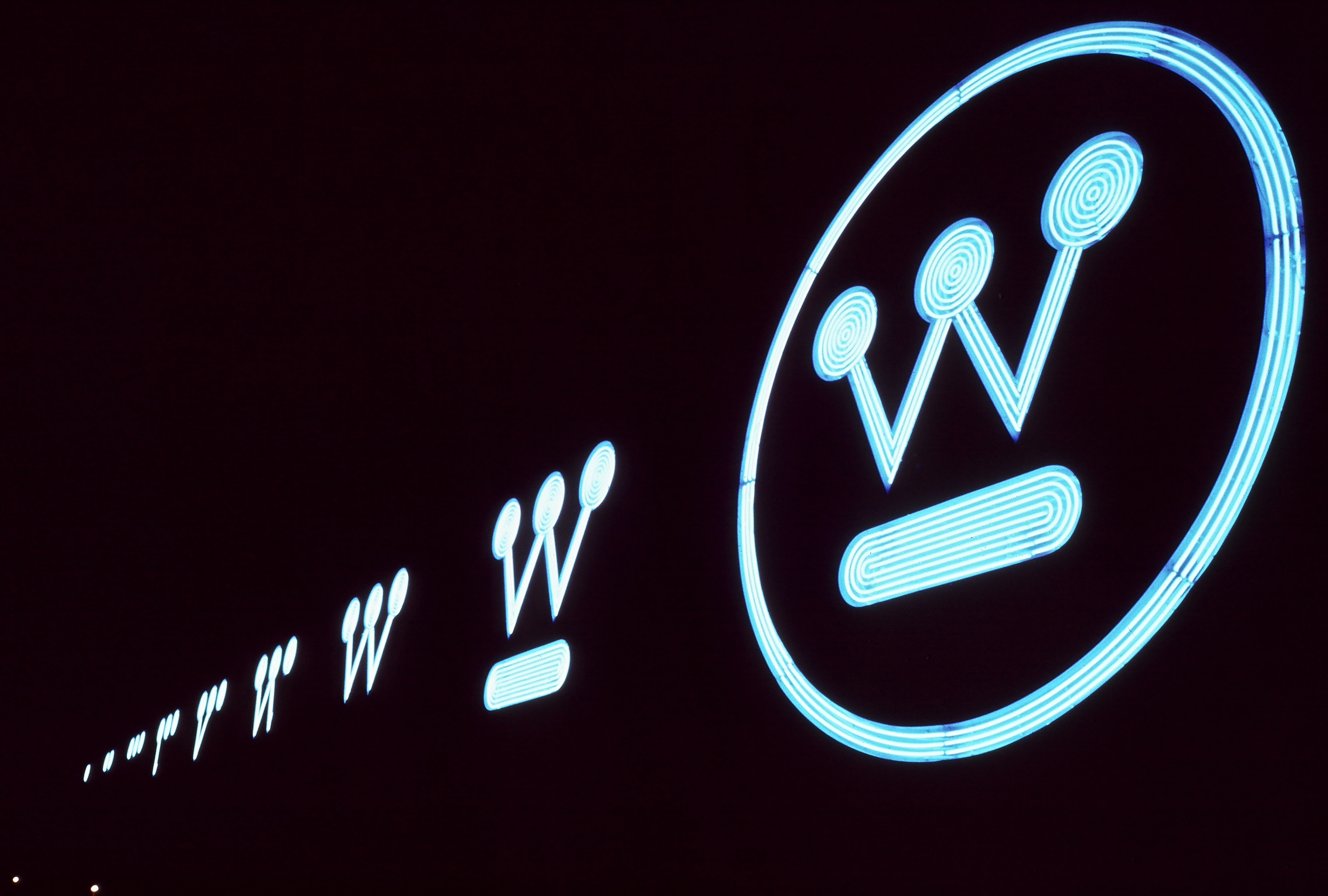
Panneau Westinghouse

Le panneau Westinghouse est le premier panneau publicitaire des États-Unis à avoir été contrôlé par ordinateur en 1967. Situé à Pittsburgh, en Pennsylvanie, ce large panneau d'affichage animé publicisait la Westinghouse Electric Company. Il a été connu en raison du nombre en apparence infini (en réalité 90!) de combinaisons selon lesquelles ses éléments lumineux individuels semblaient s'allumer. Ce panneau a été retiré en 1998 lors de la destruction du bâtiment sur lequel il était fixé, en prévision de la construction du stade PNC Park.